# 아론 루소

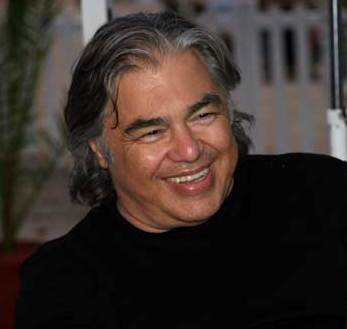

아론 루소(Aaron Russo, 1943년 2월 14일 ~ 2007년 8월 24일)는 미국의 엔터테인먼트 사업가, 영화제작자, 정치운동가이다.

## 생애
1943년 뉴욕 브루클린에서 태어나 롱아일랜드에서 자랐다. 1968년부터 시카고에서 나이트클럽을 운영하며 가수와 밴드들을 발굴했다. 1979년 The Rose라는 작품을 통해 영화제작자로 데뷔했으며, 제작한 총 12편의 영화 중 6편이 아카데미상 후보에, 2편이 골든글로브상 후보에 올랐다. 1990년대 초반부터 영화를 통해 NAFTA, 연방정부의 마약과의 전쟁 등을 비판하였으며, 1998년에는 네바다 주지사에 출마하기도 했다. 2007년, 로스앤젤레스에서 8월 24일 암으로 사망.